# Ząbkowice Śląskie
Ząbkowice Śląskie (in tedesco Frankenstein) è un comune urbano-rurale polacco del distretto di Ząbkowice Śląskie, nel voivodato della Bassa Slesia.
Ricopre una superficie di 146,88 km² e nel 2004 contava 23 289 abitanti.
La città fu fondata nel Medioevo durante il regno della dinastia Piast in Polonia.

## Monumenti storici
- Chiesa di Sant'Anna (Kościół św. Anny), gotico
- Torre pendente (Krzywa Wieża)
- Mura medievali
- Torre del Piccione (Baszta Gołębia)
- Piazza del Mercato (Rynek)
- Municipio (Ratusz), neogotico
- Maniero degli abati di Henryków (Dwór opatów henrykowskich), barocco
- Chiesa della Natività della Beata Vergine Maria (Kościół Narodzenia Najświętszej Maryi Panny), barocco
- Chiesa di Santa Edvige (Kościół św. Jadwigi), barocco
- Rovine del castello, rinascimento
- Chiesa di San Giuseppe (Kościół św. Józefa), neogotico
- Chiesa dell'Esaltazione della Santa Croce (Kościół Podwyższenia Krzyża Świętego)
- Szkoła Podstawowa nr 1 (scuola primaria)
- Zespół Szkół Zawodowych im. Stanisława Staszica (scuola)
- Corte distrettuale
- Vecchie case

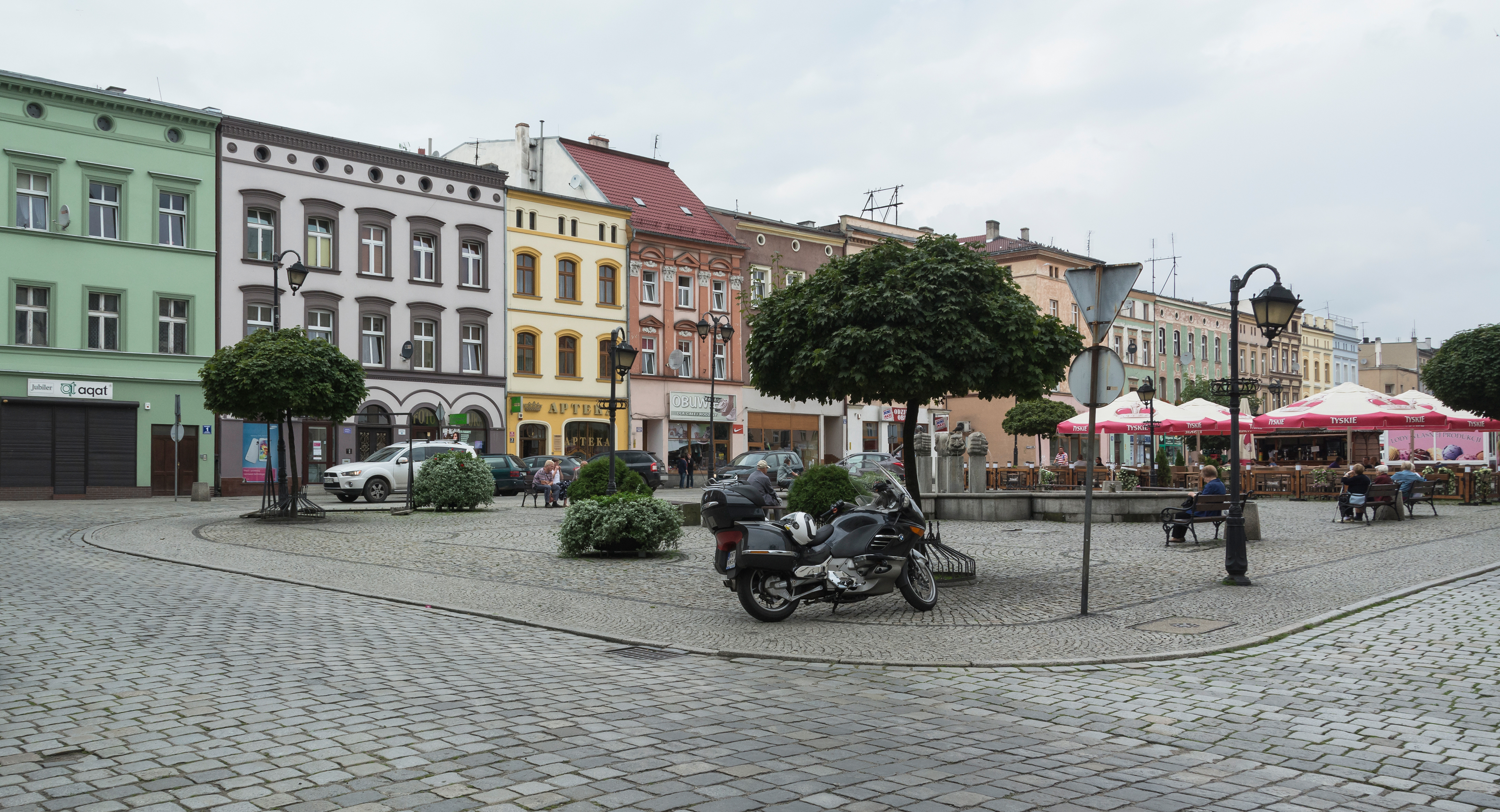
Piazza del Mercato
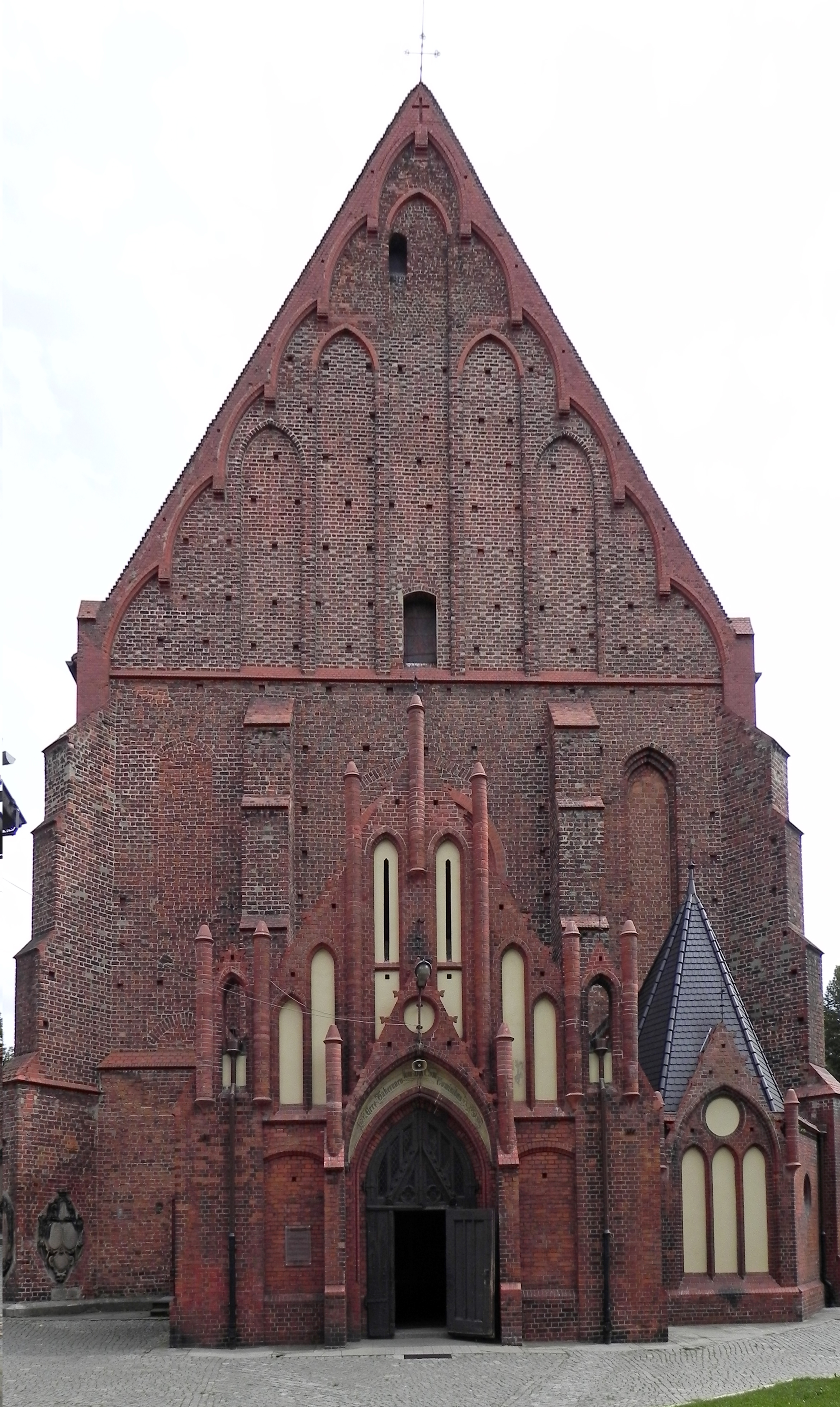
Chiesa di Sant'Anna
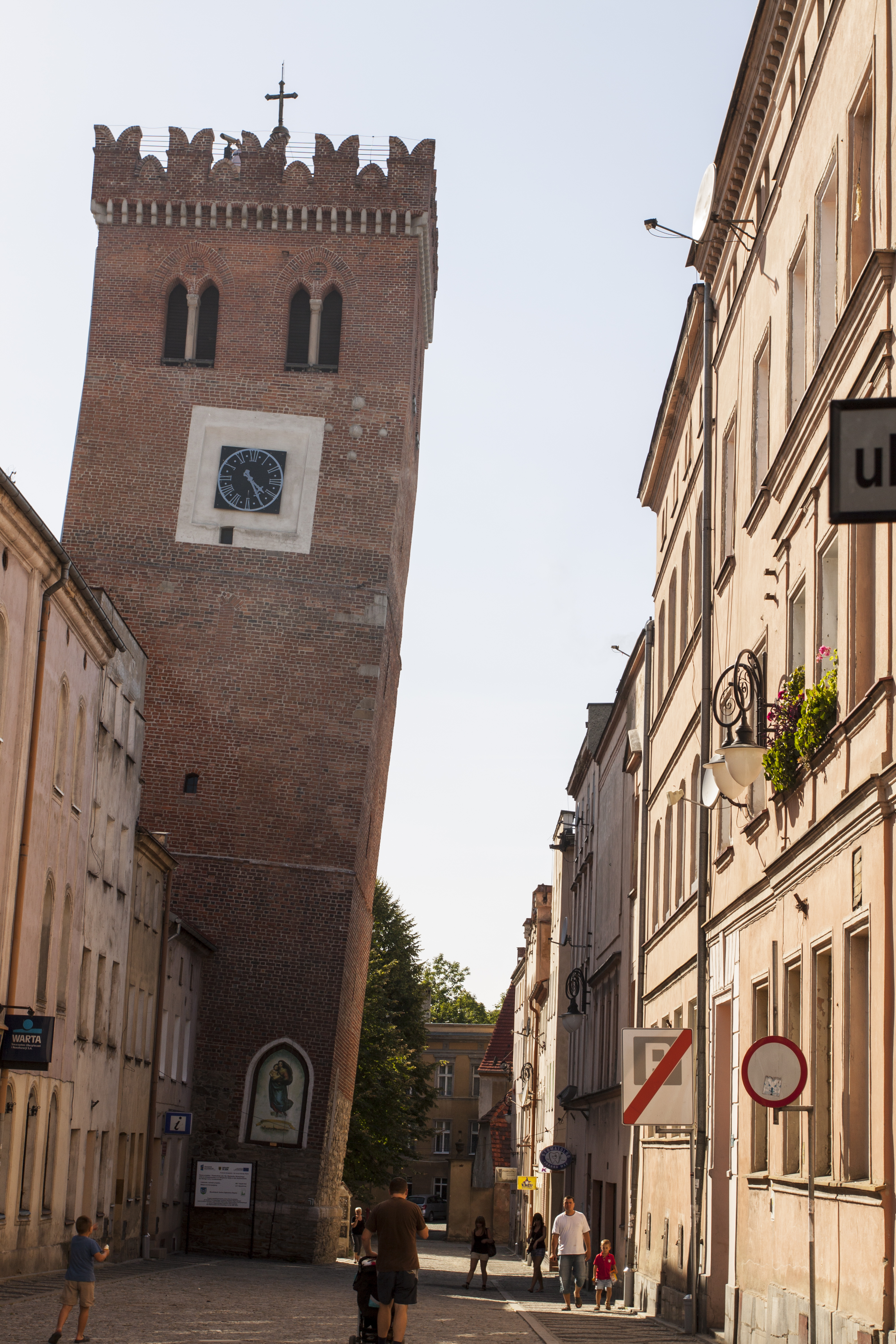
Torre pendente
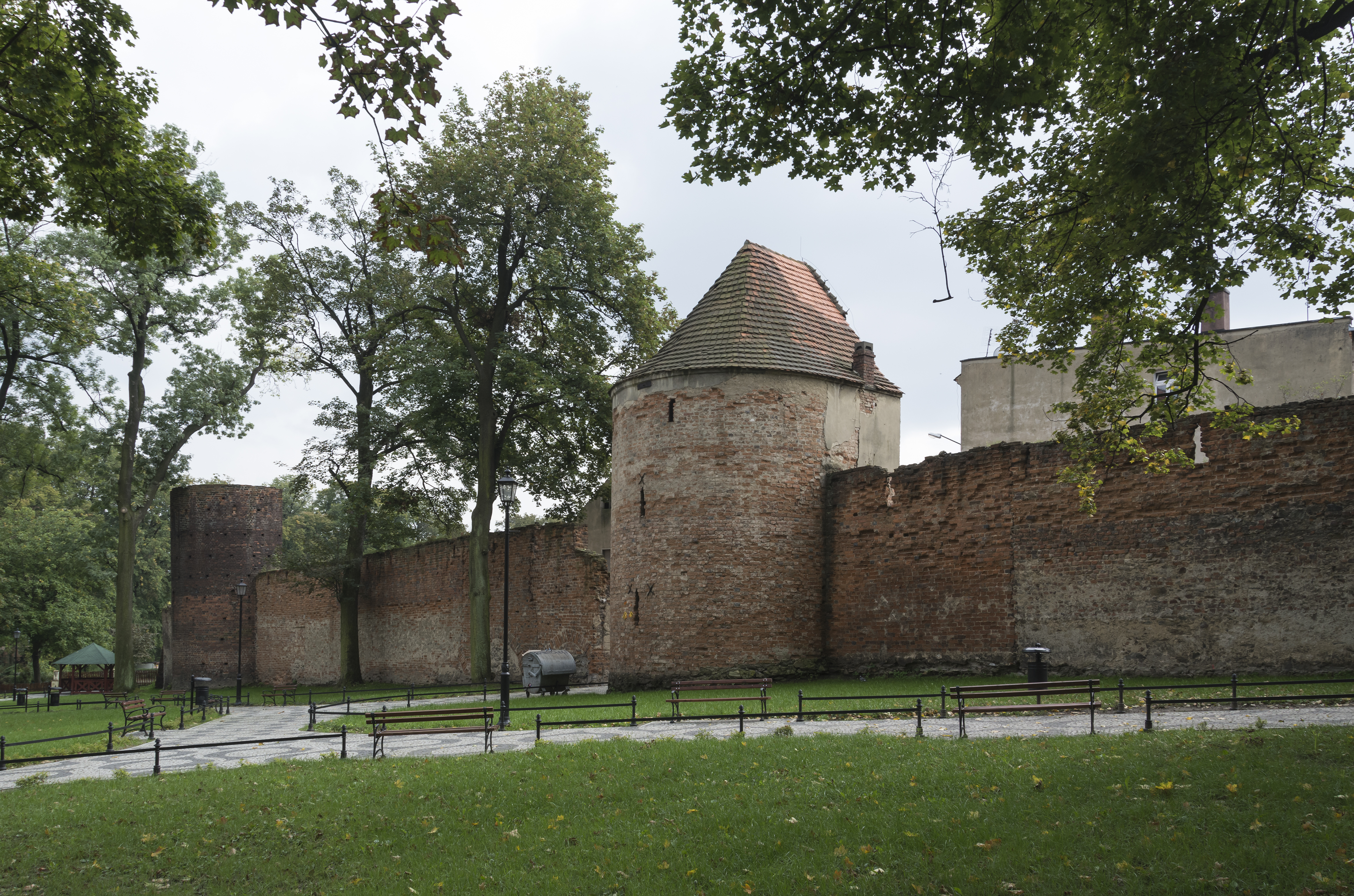
Mura medievali e la Torre del Piccione
Municipio

## Sport
La più importante società calcistica è Orzeł Ząbkowice Śląskie. Piotr Zieliński, un centrocampista del Football Club Internazionale Milano e della nazionale polacca, ha iniziato la sua carriera a Orzeł Ząbkowice Śląskie.